# Xenobrachyops
Xenobrachyops is een geslacht van uitgestorven temnospondyle Batrachomorpha (basale 'amfibieën') uit het Vroeg-Trias van Australië en heeft als enige soort Xenobrachyops allos. Het wordt geschat op ongeveer vijftig centimeter lang en zijn voeding zou hebben bestaan uit vissen en insecten.
Fossielen van Xenobrachyops zijn gevonden bij de Duckworth Creek in de Arcadia-formatie in Rewan, centraal Queensland.
In 1972 benoemde Anne A. Howie een Brachyops allos, 'de andere'. In 1983 werd dit het eigen geslacht Xenobrachyops. De geslachtsnaam voegt aan Brachyops het woord xenos toe, 'vreemd'. Het holotype is QM F6572, een schedel met onderkaken. Toegewezen zijn de specimina QMF10118: een rechteronderkaak en QMF10119: een linkeronderkaak.